# Demetrio Chávez Peñaherrera
Demetrio Limonier Chávez Peñaherrera (Saposoa, 16 de octubre de 1953), conocido como Vaticano, es un narcotraficante peruano que controló la producción de pasta básica de cocaína en el valle del río Huallaga desde finales de la década de 1980 y principios de los años 1990. Fue capturado en Cali a inicios de 1994, luego de huir repentinamente del valle del Huallaga.
En 1994 fue sentenciado a 25 años de cárcel por tráfico ilícito de drogas, daños contra la fe pública y falsificación de documentos en agravio del Estado. Además, fue sentenciado por 30 años por traición a la patria, pero fue descartado. En 2007 su pena original fue reducida a 22 años.
En 1996, Peñaherrera afirmó que pagó a Vladimiro Montesinos un monto de 50 000 dólares americanos mensuales por sus operaciones de narcotráfico. Luego de esa denuncia, Peñaherrera contó a la prensa que fue torturado, resultando en «la clavícula rota y un hueco en la cabeza». En 2001 se presentaron fotografía que evidenciaría actos de tortura.
El 13 de enero de 2016, tras cumplir la condena en el penal Miguel Castro Castro del distrito de San Juan de Lurigancho, fue puesto en libertad. En 2019, sus bienes los administró Andrés Hurtado, quien fue su apoderado.